# مدرسة صديقة للمناخ

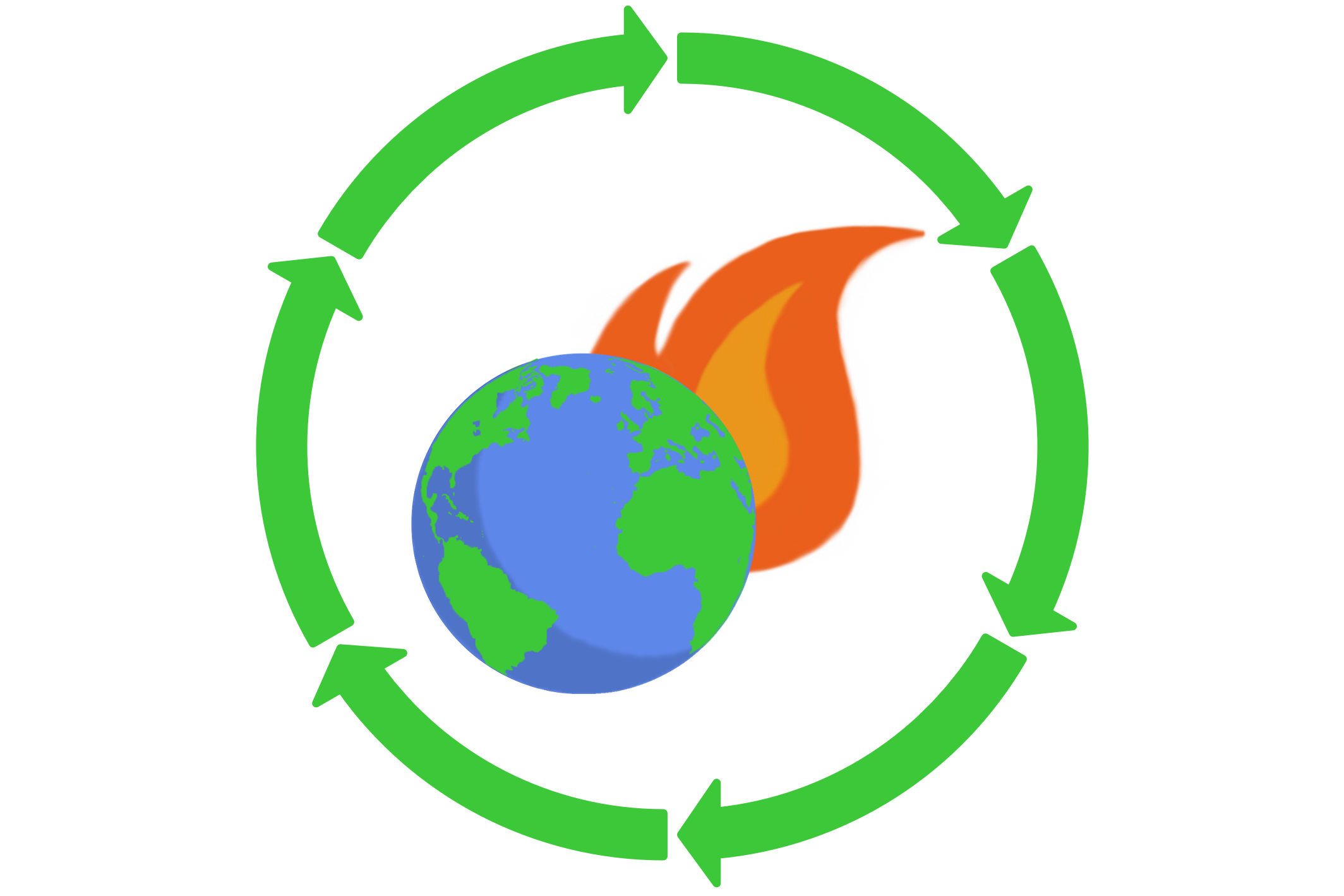

المدرسة الصديقة للمناخ هي مدرسة تستخدم التعليم من أجل تحقيق التنمية المستدامة (ESD) للترويج لثقافة الاستدامة التي يحتفظ فيها الطلاب والموظفون والأسر بقيم ومعتقدات مشتركة حول أهمية اتخاذ إجراءات من أجل مجتمع أكثر استدامة. تعتبر رعاية البيئة والمساهمة في الحد من تغير المناخ جزءًا لا يتجزأ من أهدافها. يختلف العمل المناخي من مدرسة إلى أخرى. حيث ترى بعض المدارس أن العمل المناخي هو مفتاح «القيام بدورهم» لرعاية الكوكب. بالنسبة لمدارس أخرى، يتعلق الأمر بمعالجة القضايا التي تؤثر عليها بشكل مباشر. على سبيل المثال، ترى العديد من المدارس المعرضة للكوارث في اليابان أن العمل المناخي هو وسيلة عملية لمساعدة الطلاب وعائلاتهم على البقاء في أمان والاستعداد للمستقبل.